# Compost reforçat amb fibres
Un compost reforçat amb fibres (CRF) és un material que s'ha format per la unió de dos materials diferents per aconseguir la combinació de propietats que no son possible d'obtenir als materials originals. A aquest material compost s'afegeixen fibres per trobar altres propietats.
El CRF consta de tres components: 
1. les fibres discontínues o com la fase dispersa,
2. la matriu com la fase contínua
3. la regió de la interfase fina, també coneguda com la interfície.[1]

Aquest és un tipus de grup de compostos avançats, que fa ús de closca d'arròs, pellofa d'arròs, i el plàstic com a ingredients. Aquesta tecnologia consisteix en un mètode de refinació, barreja i composició de fibres naturals dels corrents de deixalles de cel·lulosa per formar un material d'alta resistència compost de fibra en una matriu polimèrica. Els materials de rebuig o de base designats per la seva utilitat en aquest cas són les dels termoplàstics de residus i les diferents categories de residus cel·lulòsics, inclosa la closca d'arròs i serradures.
Un compost reforçat amb fibra (CRF) és d'alt rendiment compost de fibra aconseguida i fa possible per entrecreuament molècules de cel·lulosa de fibra amb resines en la matriu del material de CRF a través d'una propietat molecular re-enginyeria de processos, obtenint un producte d'excel·lents propietats estructurals.
A través d'aquesta gesta de l'enginyeria molecular, es pot tornar a seleccionar les propietats físiques i estructurals de la fusta clonades amb èxit i resideixen en el producte CRF, a més d'altres atributs crítics per obtenir les propietats de rendiment superior a la fusta contemporània.